# 山本実彦
山本 実彦（やまもと さねひこ、1885年〈明治18年〉1月5日 - 1952年〈昭和27年〉7月1日）は、日本のジャーナリスト。改造社社長。雅号は亀城。

## 経歴
鹿児島県高城郡水引郷大小路村（現在の鹿児島県薩摩川内市大小路町）出身。1885年（明治18年）1月、にて鍛冶屋山本庄之助の長男として出生する。実彦が小学生の頃に生家の経済状況が悪化、困窮を極めたことから旧制鹿児島県立川内中学校を自主退学。自ら働くことを決意して沖縄に渡り、離島にて1902年（明治35年）に代用教員の職を得る。
1904年に19歳で上京、郵便及び筆耕屋の仕事の傍ら日本大学法律科を卒業。『門司新報』『やまと新聞』記者を経て、1915年（大正4年）に東京毎日新聞社（現在の毎日新聞とは資本関係はない）社長に就任。この間、1912年（明治45年）に東京市会議員に選出された。
1919年（大正8年）には改造社を創業し、総合雑誌『改造』を創刊。大正期最大のベストセラーとなった賀川豊彦の「死線を越えて」、志賀直哉の「暗夜行路」や林芙美子の「放浪記」、火野葦平の「麦と兵隊」など堂々たる作家人達がこぞって執筆し『中央公論』と併称される知識人に圧倒的に支持され、必読の総合雑誌となる。また1927年（昭和2年）、世間を一世風靡した「円本」の先駆けとなった『現代日本文学全集』全63巻を刊行し、それまで経済的に困窮していた作家たちの生活は、それによって大いに潤うこととなった。1930年（昭和5年）、立憲民政党から衆議院選挙に当選し、戦後は中道主義を掲げた協同民主党を結成し委員長に就任。三木武夫を入党させるなどしたが、公職追放となる。1951年（昭和26年）追放解除。翌1952年（昭和27年）7月死去。墓所は青山霊園(1イ8-3)。総合雑誌『改造』は山本亡きあと、3年で労働争議の末、廃刊となる。
アルベルト・アインシュタインやバートランド・ラッセルの来日招聘にも尽力し、日本の科学界や思想界にも貢献した。

## 著書
- 『政府部内人物評』政府研究会 1909
- 『政界の寧馨児』博文館 1910
- 『我観南国』東京堂書店 1916
- 『川崎正蔵』吉松定志 1918
- 『人を見よ山を見よ』吉松定志 1918
- 『満・鮮』改造社 1932
- 『小閑集』改造社 1934
- 『蒙古』改造社 1935
- 『支那』改造社 1936
- 『支那事変 北支の巻』改造社 1937
- 『人と自然』改造社 1937
- 『大陸縦断』改造社 1937
- 『興亡の支那を凝視めて』改造社 1938
- 『渦まく支那』改造社 1939
- 『新欧羅巴の誕生』改造社 1940
- 『歐洲の現勢と獨英の將來』改造社 1940
- 『蘇聯瞥見』改造社 1941
- 『巨いなる歩み』改造社 1942
- 『世界文化人巡礼』改造社 1948